# Новоросійська сільська рада (Рубцовський район)
Новоросі́йська сільська рада (рос. Новороссийский сельский совет) — сільське поселення у складі Рубцовського району Алтайського краю Росії.
Адміністративний центр — селище Новоросійський.

## Населення
Населення — 723 особи (2019; 769 в 2010, 837 у 2002).

## Склад
До складу сільської ради входять:
| Населений пункт        | Населення, осіб (2002) | Населення, осіб (2010) |
| ---------------------- | ---------------------- | ---------------------- |
| Аксьоновка, селище     | 62                     | 49                     |
| Новоросійський, селище | 670                    | 622                    |
| Шмідта, селище         | 105                    | 98                     |